# Stephanolasca rufopicta
Stephanolasca rufopicta is een insect uit de familie van de vlinderhaften (Ascalaphidae), die tot de orde netvleugeligen (Neuroptera) behoort. 
Stephanolasca rufopicta is voor het eerst wetenschappelijk beschreven door Walker in 1853.